# Omaya Malaeb
Omaya Malaeb (Líban, segle XX) és una actriu, arquitecta i música libanesa, coneguda per formar part del grup Mashrou' Leila.

## Biografia
Omaya Malaeb, que vivia a Beirut i estudiava arquitectura a la Universitat Americana de Beirut, fou el 2008 una de les fundadores de Mashrou' Leila, formació en la qual va exercir de teclista. La banda va rebre ressò i seguiment de culte pel fet de parlar obertament de temàtiques poc visibles a certs països musulmans, com puga ser l'homosexualitat.
Com a actriu, ha sigut coprotagonista de la pel·lícula Birket El Arous, dirigida per Bassem Breche. Al film, interpreta a Thuraya, la filla embarassada del personatge interpretat per la veterana actriu Carol Abboud. Tot i que Omaya no tenia molta experiència interpretant, el director de la pel·lícula, Bassem Breche, va optar per no fer molts assajos, sinó que va apostar per aprofundir en la psique i la ment dels personatges.
Birket El Arous va rebre el premi especial del jurat al Festival Internacional de Cinema del Caire, i la Palmera d'or en la XXXVIII edició de la Mostra de València, on la pel·lícula fou presentada per l'actriu mateixa.